# Piskatortjärnen
Piskatortjärnen är en sjö i Storfors kommun i Värmland och ingår i Göta älvs huvudavrinningsområde. Sjön har en area på 0,0716 kvadratkilometer och ligger 115 meter över havet.

## Delavrinningsområde
Piskatortjärnen ingår i det delavrinningsområde (660931-140840) som SMHI kallar för Inloppet i Stor-Lungen. Medelhöjden är 133 meter över havet och ytan är 9,03 kvadratkilometer. Räknas de 55 avrinningsområdena uppströms in blir den ackumulerade arean 515,33 kvadratkilometer. Timsälven (Nordmarksälven) som avvattnar avrinningsområdet har biflödesordning 3, vilket innebär att vattnet flödar genom totalt 3 vattendrag innan det når havet efter 336 kilometer. Avrinningsområdet består mestadels av skog (61 procent), öppen mark (18 procent) och jordbruk (17 procent). Avrinningsområdet har 0,07 kvadratkilometer vattenytor vilket ger det en sjöprocent på 0,8 procent.